# Piz Kesch
Le piz Kesch ou piz d'Es-Cha en romanche est un sommet des Alpes, à 3 418 m, point culminant de la chaîne de l'Albula, en Suisse (canton des Grisons). Sa voie d'accès se fait par les refuges suivants : Es-cha Hütte (2 594 m) ou Keschhütte (2 632 m).

Vue panoramique annotée depuis le piz Kesch